# Куопио
Куопио (фин. Kuopio) је град у Финској, у источном делу државе. Куопио је управно седиште округа Северна Савонија, где град са окружењем чини истоимену општину Куопио.
Куопио је средиште финског православља, пошто је ту седиште главног архиепископа.

## Географија
Град Куопио се налази у источном делу Финске. Од главног града државе, Хелсинкија, град је удаљен 390 км североисточно.
Рељеф: Куопио се сместио у унутрашњости Скандинавије, у историјској области Савонија. Подручје града је равничарско до брежуљкасто, а надморска висина се креће око 100 м.
Клима у Куопију је оштра континентална на прелазу ка субполарној клими. Стога су зиме оштре и дуге, а лета свежа.
Воде: Куопио се развио на обали језера Калавеси. Град се сместио на омањем полуострву у оквиру језера.

## Историја
Први спомен насеља на овом месту везан је за годину 1653, али је дато насеље добило звање града тек 1775. године.
Последњих пар деценија град се брзо развио у савремено градско насеље и средиште источног дела државе.

## Становништво
Према процени из 2012. године у Куопију је живело 83.454 становника, док је број становника општине био 105.136.
| 1980.  | 1990.  | 2000.  | 2012.  |
| ------ | ------ | ------ | ------ |
| 60.547 | 72.169 | 78,259 | 83.454 |

Етнички и језички састав: Куопио је одувек био претежно насељен Финцима. Последњих деценија, са јачањем усељавања у Финску, становништво града је постало шароликије. По последњим подацима преовлађују Финци (97,8%), присутни су и у веома малом броју Швеђани (0,1%), док су остало усељеници. Од новијих усељеника посебно су бројни Руси.

## Партнерски градови
- Кастроп-Рауксел
- Винипег
- Гера
- Минеаполис
- Безансон
- Ополе
- Пудонг
- Ђер
- Крајова
- Jönköping Municipality

## Галерија
- Главни трг Куопија
- Градска кућа Куопија
- Главна протестантска црква у граду
- Православна црква у граду